# 董兆裕
董兆裕，1924年生，英语 Tung Chao Yu，香港航运业实业家，曾执掌东方海外航运企业。

## 生平
1924年生于宁波市定海县，现属于舟山定海区，是上海实业商人董瑞昌之第三子，母亲陶氏，世界船王董浩云和香港航运业实业家董兆豐之幼弟。夫人艾祖潔。早年就读于上海沪江大学。后赴广州经营航运业，创立中国航运公司广州分公司，任经理，负责拓展香港、新加坡航运业务。1949年自广州赴香港经营实业。1964年执掌香港东方海外航运集团。又任香港邮船公司总经理。创办永生投资公司（Yuensung Investment Company Limited）。1971年成为香港拥有独立油轮船队的大船东。
董兆裕与夫人是香港赛马会會員、馬主，先後擁有「包大人」、「陌生人」、「生意人」、「自由人」、「得意人」、「玫瑰園」、「以民為主」、「窈窕淑女」、「上大人」、「領航人」，均已退役。